# Enrique de Bohemia
Enrique de Gorizia (en alemán: Heinrich, en checo: Jindřich; c. 1265 - 2 de abril de 1335), miembro de la Casa de Gorizia (Meinhardiner), fue Duque de Carintia y Landgrave de Carniola (como Enrique VI) y Conde de Tirol desde 1295 hasta su muerte, así como Rey de Bohemia, Margrave de Moravia y Rey titular de Polonia en 1306 y de nuevo desde 1307 hasta 1310. Tras su muerte, los Habsburgo se hicieron cargo de Carintia y Carniola, y los mantuvieron casi sin interrupción hasta 1918.

## Vida

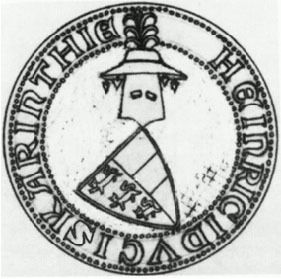
Sello del duque Enrique de Carintia, 1303

Enrique era un hijo menor de Meinhard II de Gorizia-Tirol e Isabel de Baviera, viuda del Rey Conrado IV de Alemania. Tras la partición de las propiedades de los Meinhardiner en 1271, su padre conservó las tierras tirolesas, mientras que el tío de Enrique, Alberto recibido el Condado de Gorizia. En 1276 el conde Meinhard casó a su hija mayor, Isabel, hermana de Enrique, con Alberto hijo de Rodolfo I de Alemania, recibiendo a cambio en feudo el Ducado de Carintia en 1286.
Tras la muerte de su padre a finales de octubre de 1295, Enrique heredó el Tirol y Carintia. Al principio gobernó junto con sus hermanos Otón (muerto en 1310) y Luis (muerto en 1305). Aseguró su posición apoyando a su cuñado Alberto I de Habsburgo, lo que permitió a este derrotar a Adolfo de Nassau en Göllheim en 1298, tras lo que fue elegido Rey de romanos. Apoyó también a Alberto y a su aliado Luis IV de Wittelsbach contra el hermano de Luis, Rodolfo I del Palatinado, que se había rebelado en su residencia de Heidelberg en 1301.

### Rey de Bohemia
Sin embargo, las tensiones con la Casa de Habsburgo afloraron cuando, en 1306 el duque Enrique se casó con la princesa Premislida Ana, hermana mayor del Rey Wenceslao III de Bohemia. Ese mismo año, el gobernante bohemio preparaba una campaña militar contra Polonia y nombró regente a su cuñado. Tras la muerte de Wenceslao el 4 de agosto, se extinguió la línea masculina de los Premislidas y Enrique fue elegido su sucesor por la nobleza bohemia, contra la voluntad de su antiguo aliado el rey Alberto I de Alemania, que pretendía instalar a su hijo mayor Rodolfo de Habsburgo en el trono de Bohemia.
Las tropas del rey Alberto atacaron inmediatamente Bohemia, sitiaron el Castillo de Praga y depusieron a Enrique, que tuvo que ceder ante la superioridad de sus enemigos. Sin embargo, Rodolfo de Habsburgo (apodado como král kaše, "Rey de las Gachas") nunca fue aceptado por los nobles bohemios, y después de su repentina muerte el 4 de julio de 1307, Enrique fue elegido Rey de Bohemia de nuevo, el 15 de agosto. Alberto atacó nuevamente Bohemia, pero esta vez fue rechazado y la amenaza de la dinastía de los Habsburgo finalmente desapareció tras la muerte de Alberto a manos de su sobrino Juan en 1308.
Enrique estaba ahora al nivel de las dinastías más poderosas del Imperio, pero no fue capaz de crear un gobierno estable: débil y derrochador, la nobleza bohemia comenzó a buscar un sucesor más capaz. Mientras tanto, el nuevo rey alemán Enrique VII, miembro de la Casa de Luxemburgo, también había puesto sus miras en Bohemia y en 1310 Enrique VII concertó el matrimonio de su primogénito Juan con Isabel, hermana menor del difunto Rey Wenceslao III.
Respaldado por los nobles locales y su padre, las tropas de Juan entraron en Bohemia en octubre. Capturó Praga el 3 de diciembre y depuso a Enrique por segunda vez, mientras que el rey alemán se apoderaba del feudo de Bohemia y cedía a su hijo Juan, que fue coronado rey al año siguiente. Enrique se vio obligado a retirarse a Carintia, donde su esposa Ana murió sin hijos en 1313.

### Retiro
Enrique logró conservar Carintia y Tirol tras reconciliarse con los Habsburgo, cediendo la Marca del Sann (el valle deSavinja en la actual Eslovenia) al ducado de Estiria. También retuvo de facto el control sobre Carniola. Sin embargo, no fue capaz de adquirir las propiedades de Carintia en propiedad del príncipe-obispo de Bamberg con el consentimiento del emperador Enrique VII. Centrado en un territorio compacto entre Villach y Tarvis, estas posesiones disfrutaban de un estatus prácticamente soberano y tenían una posición geoestratégica crucial en la única ruta importante de Carintia a Friuli e Italia. Por otro lado, Enrique reforzó su dominio en el Tirol frente a la oposición de los principados episcopales de Trient y Brixen.
Pese a su deposición, Enrique reclamaba el título de rey de Bohemia y la dignidad de príncipe elector que le acompañaba: participó en la doble elección de rex Romanorum en Frankfurt de 1314, votando a favor del candidato Habsburgo Federico el Hermoso. Su disputado derecho al voto fue una de las razones del resultado ambiguo, ya que el rival de Enrique, el rey Juan de Luxemburgo, votó por Bohemia, apoyó a Luis IV de Baviera. Después de la victoria de Luis en la Batalla de Mühldorf en 1322, Enrique ayudó a negociar un acuerdo entre los competidores.
Enrique también se reconcilió con la Casa de Luxemburgo y en 1330 casó a su hija Margarita con el hijo del Rey Juan, Juan Enrique. Como último heredero varón de la rama tirolesa de la dinastía Meinhardiner, intentó mantener sus posesiones, pero finalmente fracasó. A pesar de que el emperador Luis IV le había asegurado que su hija podría sucederle en recompensa por su mediación ante Federico el Hermoso, Luis renegó de su promesa en un tratado secreto con la Casa de Habsburgo ese mismo año. 

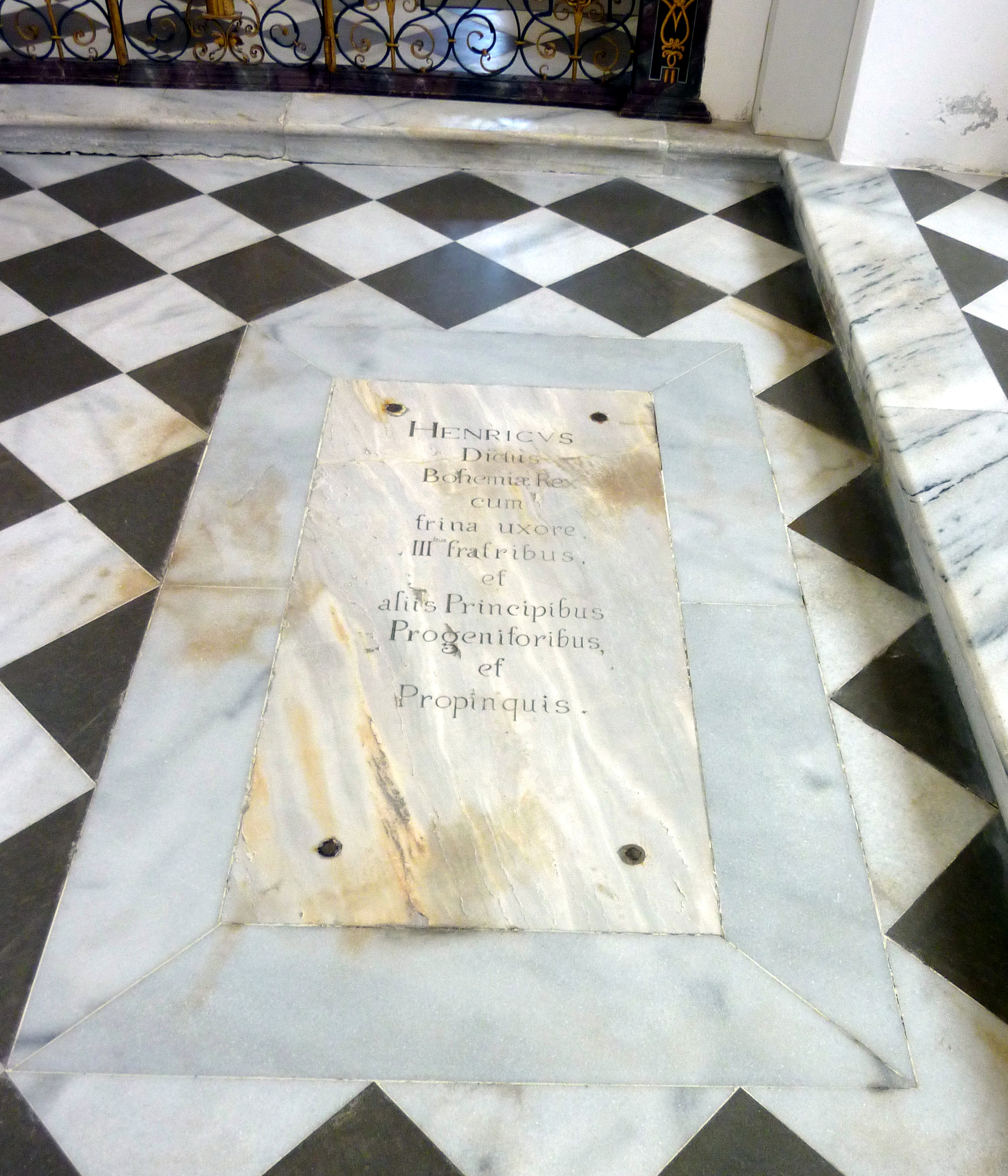
Lápida en la abadía de Stams

Tras su muerte en 1335, Alberto II de Austria y su hermano Otón tomaron el control de Carintia y Carniola. La hija de Enrique, Margarita, solo pudo sucederle en Tirol con el apoyo de la nobleza local; sin embargo, en 1363 finalmente tuvo que legar sus tierras al hijo de Alberto II, Rodolfo IV de Austria. La rama Gorizia de la dinastía Meinhardiner gobernó su condado hasta la extinción de la línea 1500, después de lo cual estos territorios pasaron también a manos de los Habsburgo.

## Matrimonio y descendencia
Enrique se casó tres veces:
En 1306, con Anna Přemyslovna (1290–1313), sin descendencia.
En 1313, se casó con Adelaida de Brunswick (1285 – 16 de agosto de 1324), hija de Enrique I de Brunswick-Grubenhagen, duque de la Casa de Welf. De este matrimonio nacieron dos hijas:
1. Adelaida (1317-25 de mayo de 1325).
2. Margarita "Maultasch" (1318 – 3 de octubre de 1369, Viena), Condesa del Tirol de 1335 a 1363.

En 1327, se casó con Beatriz (1310-1331), hija del conde Amadeo V de Saboya. Sin descendencia.